# ラクチョウのお時
ラクチョウのお時（ラクチョウのおとき、1928年 - 不詳）は、戦後日本の元街娼（パンパン）の通称。マスメディアへの露出を経て、その後の更生によって広く知られるに至った人物。
「ラクチョウ」とは東京・有楽町の通称。名の表記は「ラクチョウのおトキ」、「ラク町のお時」とも。
本名は西田 時子とされるが、これは自称とする資料もあるほか、「本名その他素性ははっきりしない」とする資料もある。

## 経歴
東京市本郷区（のちの東京都文京区本郷）で生まれ育った。「飯田橋にあったN女子商業」に在学中、女子挺身隊員として工場に勤務した。1945年、本郷一帯が空襲を受けて生家が全焼し、両親や姉妹の生死が不明となり、そのまま離別。
終戦後、ミカンやタバコなどのヤミ売りを行いながら、上野駅の地下道や、空襲による破壊のため廃墟になっていた有楽町の日劇地下で寝泊まりする生活を送る。冬の寒さが厳しくなると、上野より暖かい日劇地下を定宿に定めた。
1946年頃までに、有楽町界隈のパンパンを仕切っていた女親分・通称「夜嵐あけみ（夜桜のあけみとも）」の妹分となり、自身も有楽町駅付近のガード下に立つパンパンとなる。警察に勾留された仲間へ差し入れを行ったり、体調を崩した仲間の入院を世話したりするうちに「姉さん」と慕われるようになる。以上の経歴はお時本人が雑誌『實話と讀物』20巻3号（博文館、1948年3月）の取材で述べたところによる。
当時の東京では、ラクチョウ＝有楽町に約150人、バシン＝新橋、ダカン＝神田、ノガミ＝上野と合わせて約1000人とされる、多数のパンパンがおり、その多くが稼ぎを、ヒモとなった地回りのならず者に搾取されていた。夜嵐あけみはこれに抵抗するため、お時および、「ピーナツ」「ぼたんのお君」「江戸川」「やさぐれの松代」「米子」「上海お照」とともに、みかじめ料と引き換えに稼ぎを保全し、生活を支え合うグループを組織していた。このようなパンパングループは多くあり、社会への憎悪を募らせていた分、仲間うちの結束が強かった。また、結束をさらに強固なものとするため、独特の符牒（隠語）を使用していた。お時を含む、当時のパンパンらの特殊な通称の名付け方はこのことに関係している。1947年3月にはパンパンを題材とする小説『肉体の門』（第一部）が発表されて話題となり、深刻な社会問題として世論の関心が高まった。
1947年4月8日夜20時頃、日本放送協会（NHK）のアナウンサー・藤倉修一が技術員1人を伴い、ラジオ番組『街頭録音』のために、お時ら有楽町界隈のパンパンへのインタビューの収録を行った。この頃のお時は、パンパンをまとめる遣り手に転じていた（一説に、お時が率いるパンパンの数は200人または500人に達していたという）。藤倉の記憶では、このときのお時は、水色または藤色のセーターとねずみ色のズボンを身につけており、「ターキーの様なスツキリしたスタイルの美しい女」との印象を持った。
番組は隠し撮りを意図し、藤倉はコートの下にマイクを隠してパンパンたちの話を聞いていた。あとから現れたお時が、藤倉のコートの裾から伸びるコードを見つけてしまうが、お時はそれには構わず、藤倉のインタビューに応じ始める。
藤倉が「（ここで働いている女性には）戦災児が多いの?」とお時に質問すると、お時は次のように語った。
それを受けた藤倉は「まじめに働いてる給仕さんとかねぇ。女事務員さんとかーに対してねぇ。あんたがたどうゆうふうな気持ち持ってる?」と問う。するとお時はこのように答えた。
藤倉はあらためて「みんな両親のない子が多いかしら?」と問う。
また、藤倉に対して次のように吐露した。この部分は放送には用いられなかったか、何らかの理由で音源が失われたかのいずれかとみられる。
藤倉は収録の翌日に花束を持ってお時らに再会し、隠し録りを詫びた上で放送の許可を求め、承諾を得た。
収録では多くのパンパンにインタビューが行われた（実際の放送ではお時の他に7～8人の声が乗った）が、編集の際、特にお時の声に番組の多くの時間が割かれた。これは「娘たちの話し振りはてんで十二、三の子供みたいでとてもまともな話は引き出せそうもない」状況だった中で、お時だけが「今迄のチンピラ共と違つて女學校ぐらい出ているらしく、しつかりした言葉で『ヤミの女』たちの生活をいろ〳〵話して呉れた」からであった。
収録内容は同年4月22日の21時30分から30分間、「ガード下の娘たち」と題して放送された。実際の放送では上記のあと、盃を交わした「姉さん」がいること、警察の「狩り」が行われる時期をつかんでも、仲間に性病の検査を受けさせたいためにあえて教えないことを語った。
放送は大きな反響を呼んだ。また、この放送は聴取者だけでなく、本人にも影響を与えた。お時は承諾をしたとはいえ、自分の声がこれほど放送されるとは思わず、放送当日、有楽町マーケットのおでん屋（本人談では喫茶店とも）で、ラジオから流れる自分の声を聞いて驚いたと伝えられている。放送直後、お時は夜嵐あけみから「仲間内のことをシロウトに話した」としてリンチを受け、その夜のうちに有楽町から姿を消す。
入院を余儀なくされたお時は、警察の紹介で、退院後の1947年7月より、千葉県市川市にあった下駄の鼻緒を製造する会社「桜はな緒」に入社し、社員寮住み込みの事務員として伝票の整理や電話の受付業務などに従事する。このとき藤倉修一に宛てて更生を誓う手紙を送った。
このことがきっかけとなり、お時は『街頭録音』の後身番組『社会探訪』の取材を受けた。1948年1月14日の放送「ガード下の娘 後日談」では、同社で冷たい視線に耐えながら働く姿が紹介された。また、同年2月10日のアメリカ合衆国の日刊紙ニューヨーク・ヘラルド・トリビューンが「闇の女ラジオで更生（原題不明）」の見出しでお時を紹介する記事を掲載するなど、多くのメディアの取材を受けた。ところが、身元や顔を世間に広く知られたために、出歩くたびに群衆がついてくるようになり、変装のための眼鏡とマスクが手放せなくなったほか、かつて知り合ったヤクザが職場に金をせびりに来るなどしたことから、この鼻緒工場を退職せざるを得なくなり、以降、職を転々とすることとなる。また、相次ぐメディアの取材にも苦しんだ。
20歳ごろ、千葉県内で造り酒屋を営む男性と結婚するも、1年ほどで離婚する。生まれたばかりの娘を引き取って東京に戻り、通称「銀座裏」でホステスとなる。その後土建業者の男性と再婚し、息子をもうける。1956年の毎日新聞のインタビューに応じた時点では、東京都内で結婚生活を送っていた。1970年に週刊誌の取材に応じた時点では料理店に勤務し、子供や夫の両親を含む6人で暮らしていた。藤倉修一とはたびたび年賀状のやり取りをするなど、長く親交を続けた。
朝日新聞がお時の消息を追った1981年の取材では、土建業者の夫とは1977年までに死別し、国鉄山手線の駅の売店で働いていたのではないかとされる一方、夫は健在で、夫婦で新宿または高田馬場で日雇い労働者の手配師を営んでいるのではないか、という噂話を紹介している。2015年頃、「NHK戦争証言アーカイブス」が、「お時が40歳のとき（＝1968年頃）」から20年間、彼女と親交があったという女性の証言を聞き取っている。証言によると、当時、お時は足場鳶をしている男性の妻で、自身は高田馬場で足場建築のための労働者を集める手配師をしていたとされる（前記朝日新聞の調査と合致する）。また、新宿界隈で働くニューハーフ（当時はのちの時代よりも迫害されていた）たちの面倒をよく見て、「姉さん」「母さん」と慕われていたという。
日外アソシエーツ『20世紀日本人名事典』（2004年）は「焼鳥屋、結婚、離婚、クラブのママ、と変転が伝えられたが、消息不明に」と結んでおり、お時の詳しい後半生はほとんど明らかになっていない。上記「NHK戦争証言アーカイブス」の人物もインタビュー時点でのお時の消息を知らず、「どこかで生きていてほしい」と語っている。2015年にNHK BSプレミアムで放送された『多元ドキュメント 戦後ゼロ年』では、「10年ほど前（＝2005年頃）に亡くなったと人づてに聞いた」との説がナレーションによって紹介されている。